# Istologia vegetale
L'istologia vegetale è la disciplina della botanica che studia i tessuti vegetali delle piante, analizzandone:
- Origine
- Morfologia (forma)
- Composizione cellulare (da che tipi di cellule è composto il tessuto)
- Funzione (protezione, accumulo sostanze di riserva, resistenza meccanica ecc...)
- Sviluppo e differenziazione (t. meristematici, definitivi ecc...)

## Etimologia
La parola istologia deriva dal greco:
- ἱστός (histós) = tessuto[1]
- -λογία (-logía) = studio/discorso[2]

Quindi istologia significa studio dei tessuti.
Istologia vegetale: studia i tessuti vegetali.

## Tecniche usate nell'istologia vegetale

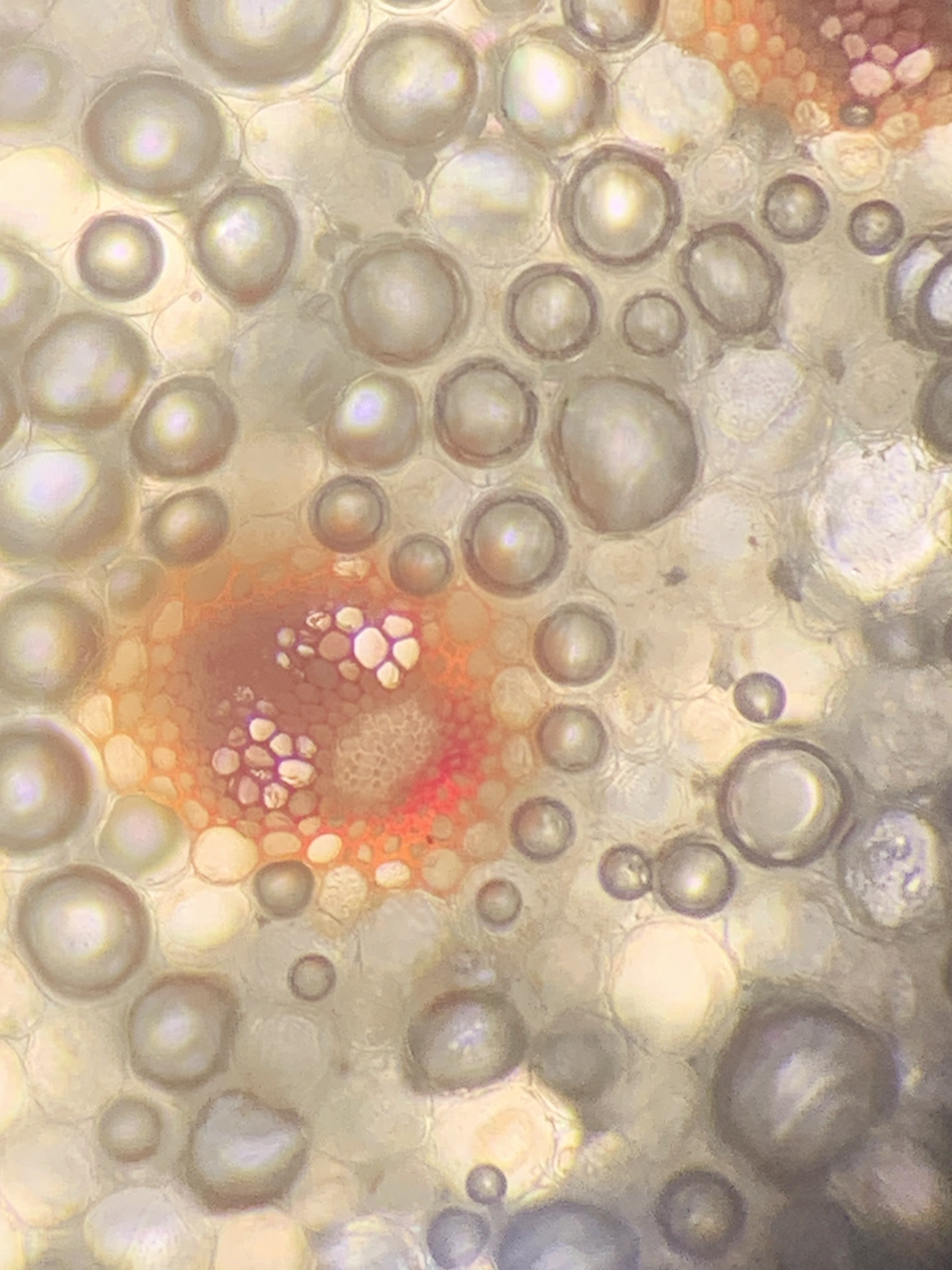
Lignina colorata tramite fucsina.

- Lignina colorata tramite fucsina.Colorazioni: tramite l'uso di sostanze chimiche che reagiscono con i tessuti (e cellule) portando a cambiamenti di colore di alcune parti del tessuto per metterle in evidenza (es: colorazione della lignina con fucsina).
- Sezioni al microtomo
- Microscopia ottica ed elettronica: uso di microscopi ottici ed elettronici per poter osservare le sezioni di tessuto.